# 1920 County Championship
Navigation
Édition précédente Édition suivante
Le 1920 County Championship fut le vingt-septième  County Championship. Le Middlesex a remporté son deuxième titre de champion.
La méthode utilisée dans le tableau est revenue à celle de 1914, sauf que lors des matches nuls, deux points ont été attribués aux gagnants des premières manches et aucun aux perdants des premières manches. Le match entre Derbyshire  et Nottinghamshire a été abandonné sans qu'une balle ait été joué et est inclus dans la colonne NR.

## Classement
Le classement final a été décidé en calculant le pourcentage de points possibles.
| Equipe           | Pld | W  | L  | DWF | DLF | NR | Pts | %Fin  |
| ---------------- | --- | -- | -- | --- | --- | -- | --- | ----- |
| Middlesex        | 20  | 15 | 2  | 1   | 2   | 0  | 77  | 77.00 |
| Lancashire       | 28  | 19 | 5  | 1   | 1   | 2  | 97  | 74.61 |
| Surrey           | 24  | 15 | 6  | 2   | 0   | 1  | 79  | 68.69 |
| Yorkshire        | 28  | 15 | 6  | 3   | 0   | 4  | 81  | 67.50 |
| Kent             | 26  | 16 | 6  | 1   | 2   | 1  | 82  | 65.50 |
| Sussex           | 30  | 18 | 8  | 0   | 2   | 2  | 90  | 64.28 |
| Nottinghamshire  | 20  | 10 | 6  | 2   | 0   | 2  | 54  | 60.00 |
| Gloucestershire  | 20  | 8  | 9  | 0   | 0   | 3  | 40  | 47.05 |
| Essex            | 24  | 9  | 9  | 0   | 4   | 2  | 45  | 40.90 |
| Somerset         | 20  | 7  | 10 | 2   | 1   | 0  | 39  | 39.00 |
| Hampshire        | 26  | 7  | 14 | 3   | 1   | 1  | 41  | 32.80 |
| Warwickshire     | 26  | 7  | 13 | 2   | 2   | 2  | 39  | 32.50 |
| Leicestershire   | 24  | 7  | 14 | 0   | 1   | 2  | 35  | 31.81 |
| Northamptonshire | 20  | 3  | 16 | 0   | 1   | 0  | 15  | 15.00 |
| Worcestershire   | 18  | 1  | 16 | 0   | 0   | 1  | 5   | 5.88  |
| Derbyshire       | 18  | 0  | 17 | 0   | 0   | 1  | 0   | 0.00  |